# De Croÿ: adellijke verheffingen door de eeuwen heen
De Croÿ is een adellijk geslacht dat vanaf de twaalfde eeuw bekend werd als een familie met adellijke titels en met verantwoordelijkheid en macht. Men ontmoet meer bepaald leden van dit geslacht in Frankrijk, in de Bourgondische Nederlanden, later in de Spaanse Nederlanden en België, in Spanje, in Duitse hertogdommen, in het Duitse keizerrijk en in Oostenrijk.

## Adellijke titels
- 1455: Antoine de Croÿ, verheven tot graaf van Porcien (Champagne), door koning Karel VII van Frankrijk.
- 1461: Antoine de Croÿ, verheven tot graaf van Guines (Boulogne), door koning Lodewijk XI van Frankrijk.
- 1473: Jean de Croÿ, verheffing van Chimay tot graafschap, door hertog Karel de Stoute.
- 1486: Charles de Croÿ, verheffing van het graafschap Chimay in prinsdom, door Roomse koning Maximiliaan van Oostenrijk.
- 1510: Jacques de Croÿ, bisschop van Kamerijk, verheffing van de stad en het graafschap Kamerijk in hertogdom.
- 1518: Guillaume de Croÿː verheffing Heverlee in baronie en Aarschot in markizaat door keizer Karel V.
- 1519: Guillaume de Croÿ, heer van Chièvres, verheffing van Beaumont in graafschap door keizer Karel V.
- 1527: Philippe de Croÿ, verheffing van het markizaat Aarschot tot hertogdom.
- 1531: Adrien de Croÿ, verheffing tot graaf van Le Rœulx door keizer Karel V.
- 1533: Philippe de Croÿ, verheffing van de heerlijkheid Renty tot markizaat.
- 1560: Françoise d'Amboise, weduwe van Charles de Croÿ en haar zoon Antoine de Croÿ, verheffing van de heerlijkheid Rethel tot markizaat door koning Frans II van Frankrijk.
- 1561: Antoine de Croÿ, verheven tot prins van Château-Porcien door koning Karel IX van Frankrijk.
- 1574: Charles-Philippe de Croÿ, verheffing van de heerlijkheid Havré tot markizaat door koning Filips II van Spanje.
- 1590: Philippe de Croÿ, verheven tot graaf van Solre-le-Château (Henegouwen) door koning Filips II van Spanje.
- 1594: Charles de Croÿ, verheffing tot prins van Chimay en prins van het Heilige Roomse Rijk door Keizer Rudolf II.
- 1598: Charles de Croÿ, verheffing tot hertog van Croÿ door koning Hendrik IV van Frankrijk.
- 1627: Charles de Croÿ, markies van Renty en Marie-Claire de Croÿ, Markiezin d'Havré, verheven tot hertog en hertogin d'Havré door koning Filips IV van Spanje.
- 1664: Philippe de Croÿ, graaf van Roeulx, verheven tot prins van het Heilige Roomse Rijk door keizer Leopold I.
- 1677: Philippe-Emmanuel de Croÿ, graaf van Solre, verheffing van Solre tot prinsdom door koning Karel II van Spanje.
- 1741: Alexandre de Croÿ, graaf van Beauffort, jongste zoon van de prins van Solre, verheffing tot prins van het Heilige Roomse Rijk.
- 1764: Emmanuel de Cröy en zijn familie, recht op tabouret en op inrit per koets in het Louvre.
- 1767: Emmanuel de Croÿ (vader van de voorgaande), verheffing tot 'Grande d'España'.
- 1768: Emmanuel de Croÿ (dezelfde), verheffing tot hertog van Croÿ door koning Lodewijk XV van Frankrijk.
- 1803: verwerving van het baljuwschap van Dülmen.
- 1814: benoeming tot pair van Frankrijk.
- 1825: aanduiding als 'Doorluchtige' bij eerstgeboorte, zo benoemd door de Duitse Rijksdag.
- 1832 en 1833: uitbreiding van de aanduiding 'Doorluchtige' tot alle afstammelingen in Pruisen en Oostenrijk.
- 1834: De Croÿ, benoemd tot erfelijk lid van de Adellijke Kamer van Pruisen.
- 1884: Henri-François de Croÿ, inlijving in de Belgische adelstand met de titel prins, door koning Leopold II van België.
- 1892: Ferdinand de Croÿ, inlijving in de Belgische adelstand met de titel prins, door koning Leopold II der Belgen.
- 1892: Charles de Croÿ, inlijving in de Belgische adelstand met de titel prins, door koning Leopold II der Belgen.
- 1919ː Marie de Croÿ, adelserkenning met de persoonlijke titel van prinses, door koning Albert I van België (niet bevestigd).
- 1927: Auguste de Croÿ, inlijving in de Belgische adelstand met de titel prins, door koning Albert I der Belgen
- 1933: Leopold de Croÿ, adelserkenning met de titel prins, overdraagbaar op alle afstammelingen die de naam dragen, door koning Albert I der Belgen.
- 1934: Reginald de Croÿ, adelserkenning met de titel prins door koning Albert I der Belgen.
- 1947: Etienne de Croÿ & Gustave du Croÿ, vergunning om 'du Rœulx' toe te voegen aan de naam, door prins-regent Karel van België.
- 2001: Rodolphe-Etienne de Croy en Philippe de Croÿ, vergunning om voortaan de naam de Croÿ-Rœulx te dragen, door koning Albert II van België.